# Jimmy Schönning
Bo Erik Jimmy Schönning, född 3 oktober 1967 i Varberg, är en svensk inredare, designer, programledare och tidigare även scenartist. 

## Biografi
Till en början arbetade Schönning främst som musikalartist och senare (och fortfarande) som kreatör inom inredning och design. Efter dramastudier i USA vidareutbildade han sig vid musikallinjen, Göteborgs balettakademi. 
Efter examen tog han uppdrag på Dramaten, Göteborgsoperan, Oscarsteatern, Chinateatern, Göta Lejon etcetera. Jimmy Schönning har också arbetat som körsångare och dansare i flera tv-produktioner, däribland Melodifestivalen (1997 och 2003). 
1997 började Schönning arbeta med tv-produktioner, inledningsvis som assistent för Emmas hus på TV4. Efter ett tag tog han plats i rutan och medverkade i SVT:s Go'kväll (som stylist), i TV4:s Stylingakuten (som programledare) och åren 2005-2012 i TV4:s Äntligen hemma (som inredare).

## Teater

### Roller (ej komplett)
| År   | Roll     | Produktion                                                                      | Regi             | Teater          |
| ---- | -------- | ------------------------------------------------------------------------------- | ---------------- | --------------- |
| 1991 |          | Grease Jim Jacobs och Warren Casey                                              | Runar Borge      | Chinateatern    |
| 1993 |          | Fame Steven Margoshes och Jacques Levy                                          | Runar Borge      | Chinateatern    |
| 1995 | Ensemble | Little shop of horrors Alan Menken och Howard Ashman                            | Thomas Ryberger  | Chinateatern    |
| 2002 | Alan     | A Chorus Line James Kirkwood, Nicholas Dante, Edward Kleban och Marvin Hamlisch | Staffan Aspegren | Göteborgsoperan |